# Онуфриево (Новгородская область)
Онуфриево — упразднённая в 1973 году деревня в Старорусском районе Новгородской области России. Входила на год упразднения в состав Зехинского сельсовета. Ныне урочище на территории Новосельского сельского поселения.

## Название
Согласно легенде об основании монастыря в 1407 году в честь преподобного Онуфрия Великого, в начале 15 века Юрий, сын мстиславского князя Симеона, заблудился в лесу. Спустя несколько дней блужданий Юрию явился святой Онуфрий — старец вывел княжича к людям и исчез

## География
Урочище находится в центральной части Новгородской области, в зоне хвойно-широколиственных лесов, в пределах Приильменской низменности, на берегу реки Редья, на расстоянии примерно 80 километров (по прямой) от города Старая Русса, административного центра района. Абсолютная высота — около 42 метров над уровнем моря. Через реку находилось селение Великое Село, также упразднённое.

### Климат
Климат района характеризуется как умеренно континентальный, влажный, с нежарким коротким летом и умеренно холодной зимой. Среднегодовая многолетняя температура воздуха составляет 3,7 °С. Средняя многолетняя температура самого холодного месяца (января) составляет −8,7 — −7,9 °С; самого тёплого месяца (июля) — 16,9 — 17,8 °C. Безморозный период длится 125—130 дней. Продолжительность периода активной вегетации растений (со среднесуточной температурой воздуха выше 10 °C) составляет 115—130 дней. Среднегодовое количество атмосферных осадков — 550—600 мм, из которых большая часть выпадает в тёплый период. Снежный покров держится в течение 140 дней.

## История
В 1407 году мстиславским князем Симеоном в благодарность о чудном спасении его сына Юрия
был основан православный монастырь в честь преподобного Онуфрия Великого. Который с 17 века до 1839 года был униатским. От самого монастыря остались лишь стены келейного корпуса и руины церкви, построенной в 1825 году.
В годы Великой Отечественной место кровопролитных боёв.
Снята с регистрации решением облисполкома 15.01.1973 № 20

В районе урочища Онуфриево в 2024 году сводный отряд «Поисковой экспедиции „Долина“ памяти Н. И. Орлова» выполнял поисковые работы. Поисковики смогли поднять останки четырёх бойцов РККА и один подписной подкотельник.

## Известные уроженцы, жители
- Тарасов, Александр Николаевич (1933—1992) — советский хозяйственный деятель, Герой Социалистического Труда.

## Достопримечательности
Церковь Онуфрия Великого — памятник архитектуры позднего барокко (1825 год).

## Транспорт
Просёлочная дорога.